# Флаг Киселёвска
Флаг муниципального образования «городской округ „Город Киселёвск“» Кемеровской области Российской Федерации — опознавательно-правовой знак, служащий официальным символом муниципального образования.
Флаг утверждён 30 ноября 2005 года и внесён в Государственный геральдический регистр Российской Федерации с присвоением регистрационного номера 2086.

## Описание
«Флаг представляет собой прямоугольное полотнище с соотношением ширины к длине 2:3, состоящее из двух равных синей и красной вертикальных полос по центру которого помещено изображение перекрещённых заступа и кирки с висящим на их перекрестии горящим фонарём, выполненное жёлтым и белым цветами».